# Флет-Рок (округ Гендерсон, Північна Кароліна)
Флет-Рок (англ. Flat Rock) — селище (англ. village) в США, в окрузі Гендерсон штату Північна Кароліна. Населення — 3486 осіб (2020).

## Географія
Флет-Рок розташований за координатами 35°15′48″ пн. ш. 82°27′22″ зх. д. / 35.26333° пн. ш. 82.45611° зх. д. (35.263285, -82.456141).  За даними Бюро перепису населення США в 2010 році селище мало площу 21,34 км², з яких 21,01 км² — суходіл та 0,33 км² — водойми.

## Демографія
Згідно з переписом 2010 року, у селищі мешкало 3114 осіб у 1511 домогосподарстві у складі 1122 родин. Густота населення становила 146 осіб/км².  Було 2150 помешкань (101/км²).
Расовий склад населення:
| - 98,2 % — білих - 0,4 % — чорних або афроамериканців - 0,4 % — азіатів - 0,2 % — корінних американців |

До двох чи більше рас належало 0,8 %. Частка іспаномовних становила 1,2 % від усіх жителів.
За віковим діапазоном населення розподілялося таким чином: 10,1 % — особи молодші 18 років, 42,2 % — особи у віці 18—64 років, 47,7 % — особи у віці 65 років та старші. Медіана віку мешканця становила 64,0 року. На 100 осіб жіночої статі у селищі припадало 92,5 чоловіків;  на 100 жінок у віці від 18 років та старших — 90,1 чоловіків також старших 18 років.
Середній дохід на одне домашнє господарство  становив 95 335 доларів США (медіана — 66 813), а середній дохід на одну сім'ю — 111 873 долари (медіана — 72 480). Медіана доходів становила 76 641 долар для чоловіків та 51 016 доларів для жінок. За межею бідності перебувало 4,8 % осіб, у тому числі 2,7 % дітей у віці до 18 років та 1,0 % осіб у віці 65 років та старших.
Цивільне працевлаштоване населення становило 1209 осіб. Основні галузі зайнятості: мистецтво, розваги та відпочинок — 22,7 %, освіта, охорона здоров'я та соціальна допомога — 21,0 %, роздрібна торгівля — 16,8 %.